# 亞科魯達
亞科魯達是保加利亞的一座城市。位於保加利亞的西南部地區。也是同名行政區的行政中心都市。在1964年設市。市區的大部份人口是保加利亞穆斯林人（波馬克人），其他的大部份市民則信仰東正教。

## 外部連結
- Yakoruda municipality website （保加利亚文）
- Unofficial website （保加利亚文）